# Прометей-огневозжигатель
«Прометей-огневозжигатель» — сатировская драма древнегреческого драматурга Эсхила, часть цикла, в который входили также трагедии «Финей», «Персы» и «Главк Потнийский». Была впервые поставлена на сцене в 472 году до н. э. Её текст почти полностью утрачен.

## Сюжет и судьба пьесы
Пьеса посвящена мифу о Прометее — титане, похитившем с Олимпа огонь для людей. В нескольких трагедиях Эсхил рассказал о понесённом титаном наказании, а в сатировской драме — непосредственно о похищении огня.
В отличие от большинства своих пьес, «Прометея-огневозжигателя» Эсхил включил в состав тетралогии, не объединённой общей темой. В этот цикл входили ещё трагедии «Персы» о битве при Саламине, «Финей» на тему плавания аргонавтов и Главк Потнийский по материалу коринфских мифов. Премьера состоялась в 472 году до н. э., и тетралогия заняла на театральном состязании первое место. Впоследствии текст «Прометея-огневозжигателя» был практически полностью утрачен. Сохранились только несколько небольших фрагментов.
В каталоге произведений Эсхила фигурирует трагедия «Прометей-огненосец». Некоторые исследователи полагают, что это альтернативное название «Прометея-огневозжигателя», появившееся из-за ошибки составителя каталога. Соответственно большой фрагмент, в котором хор славит Прометея, может относиться именно к этой сатировской драме.